# Grand Paris Sud Est Avenir
La Grand Paris Sud Est Avenir és una de les divisions o Établissement public territorial de la Metròpoli del Gran París creada al 2016.
Està formada per 16 municipis que pertanyen al departament de la Vall del Marne.

## Municipis
1. Alfortville
2. Boissy-Saint-Léger
3. Bonneuil-sur-Marne
4. Chennevières-sur-Marne
5. Créteil
6. Limeil-Brévannes
7. Mandres-les-Roses
8. Marolles-en-Brie
9. Noiseau
10. Ormesson-sur-Marne
11. Périgny
12. Le Plessis-Trévise
13. La Queue-en-Brie
14. Santeny
15. Sucy-en-Brie
16. Villecresnes